# Club Atlético River Plate 1968
Questa voce raccoglie le informazioni riguardanti il Club Atlético River Plate nelle competizioni ufficiali della stagione 1968.

## Stagione
Labruna porta il River a disputare due tornei di alto livello: il Metropolitano si chiude con il River che, qualificatosi alla fase finale in virtù del secondo posto nel gruppo B, cede in semifinale al San Lorenzo. Il Nacional invece vede una situazione particolare: tre squadre si classificano al primo posto a pari merito, ognuna con 22 punti; viene dunque istituito un triangolare per determinare il vincitore del campionato, che sarà il Vélez Sarsfield, mentre il River precede il Racing Club de Avellaneda.

## Maglie e sponsor
| Casa | Trasferta |

## Rosa

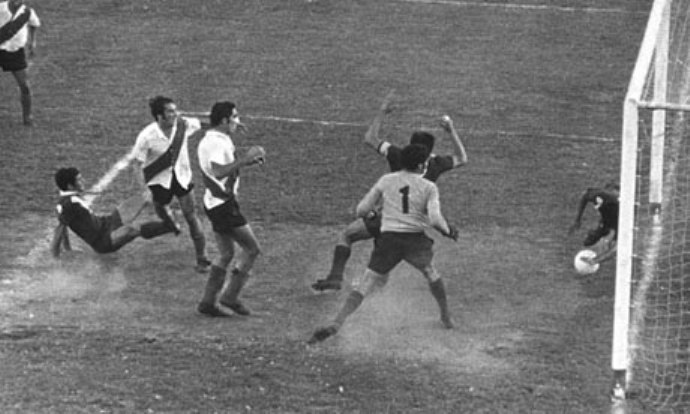
Una fase dell'incontro tra Vélez e River

| N. |                      | Ruolo | Calciatore                |
| -- | -------------------- | ----- | ------------------------- |
|    | Argentina (bandiera) | P     | Amadeo Carrizo            |
|    | Argentina (bandiera) | P     | Hugo Gatti                |
|    | Argentina (bandiera) | P     | Alfredo Gironacci         |
|    | Argentina (bandiera) | D     | Jorge Chávez              |
|    | Argentina (bandiera) | D     | Jorge Dominichi           |
|    | Argentina (bandiera) | D     | Roberto Ferreiro          |
|    | Argentina (bandiera) | D     | Juan Carlos Guzmán        |
|    | Argentina (bandiera) | D     | César Laraignée           |
|    | Argentina (bandiera) | D     | Miguel Ángel López Elhall |
|    | Uruguay (bandiera)   | D     | Roberto Matosas           |
|    | Argentina (bandiera) | D     | Roberto Morcillo          |
|    | Argentina (bandiera) | D     | Rubén Paira               |
|    | Argentina (bandiera) | D     | Jorge Recio               |

| N. |                      | Ruolo | Calciatore                 |
| -- | -------------------- | ----- | -------------------------- |
|    | Argentina (bandiera) | D     | Carlos Manuel Rodríguez    |
|    | Argentina (bandiera) | D     | Abel Vieytez               |
|    | Argentina (bandiera) | C     | Enrique Santiago Fernández |
|    | Argentina (bandiera) | C     | Ermindo Onega              |
|    | Argentina (bandiera) | C     | Daniel Onega               |
|    | Argentina (bandiera) | C     | Jorge Solari               |
|    | Argentina (bandiera) | C     | Roberto Zywica             |
|    | Uruguay (bandiera)   | A     | Luis Cubilla               |
|    | Argentina (bandiera) | A     | José Cruz                  |
|    | Argentina (bandiera) | A     | Ricardo Montivero          |
|    | Argentina (bandiera) | A     | Oscar Más                  |
|    | Argentina (bandiera) | A     | Jorge Vitale               |

## Statistiche

### Statistiche di squadra
| Competizione               | Punti | Totale | Totale | Totale | Totale | Totale | Totale | DR  |
| Competizione               | Punti | G      | V      | N      | P      | Gf     | Gs     | DR  |
| -------------------------- | ----- | ------ | ------ | ------ | ------ | ------ | ------ | --- |
| Campionato - Metropolitano | 31    | 22     | 12     | 7      | 3      | 31     | 16     | +15 |
| Campionato - Nacional      | 22    | 15     | 9      | 4      | 2      | 35     | 15     | +20 |
| Totale                     | -     |        |        |        |        |        |        | -   |